# Il grande boh!
Il grande boh! è il terzo libro di Lorenzo Cherubini, meglio conosciuto come Jovanotti. Il libro è stato pubblicato nel 1998 dalla Feltrinelli.

## Contenuto
Il libro è una raccolta di materiale autobiografico relativo al periodo in cui Jovanotti stava preparando l'album L'albero. Si tratta in gran parte di diari dei viaggi di Jovanotti in Africa e in Patagonia in bicicletta. A corredo del testo il libro contiene una serie di fotografie in bianco e nero, realizzate dallo stesso Jovanotti "con la fedele Leica".

## Accoglienza
Il libro fu ben accolto dalla critica; per esempio, Giovanni Pacchiano del Corriere della Sera lo paragonò ai lavori di Bruce Chatwin, definendo Jovanotti "un eccellente scrittore-viaggiatore", e Fernanda Pivano scrisse "un grande scrittore di viaggio, con qualche reminiscenza di Jack Kerouac".

## Edizioni
- Lorenzo Cherubini, Il grande Boh!, collana Universale Economica, la Feltrinelli, 1998,  p. 256, ISBN 88-07-70102-2.